# Kaspar Weinmann
Kaspar Weinmann (geboren am 27. Januar 1827 in Winterthur; gestorben am 28. Juni 1888) war Oberförster der Schweizer Stadt Winterthur und der Begründer der modernen Forstwirtschaft in Winterthur.

## Leben
Weinmann wurde am 27. Januar 1827 im Bruderhaus im Winterthurer Stadtwald Eschenberg geboren, wo bereits sein Vater seit 1813 als gewählter Oberförster tätig war. Zu Beginn seiner Schulzeit verlegte die Familie ihren Wohnsitz in die Stadt. Nach der Volksschulzeit in Winterthur besuchte er die Industrieschule in Zürich.
Wie sein Vater wählte er als Beruf Förster und ging 1844 nach Calmbach im Schwarzwald, um sich dort praktisch auszubilden, besuchte von Oktober 1844 bis März 1845 die Forstakademie Hohenheim und wechselte danach nach Tharandt. Nach Abschluss seines Studiums besuchte er den Harz, den Thüringerwald, die Spessart und abermals den Schwarzwald.
Im Herbst 1846 kehrte er nach Winterthur zurück und nahm als Stadtforstadjunkt die Arbeit an der Seite seines Vaters auf. Als dieser 1861 von seinem Amt als Oberförster zurücktrat, wurde Kaspar Weinmann zu seinem Nachfolger gewählt. Zwei Jahre nach seiner Wahl legte er zusammen mit Elias Landolt, dem ersten ETH-Professor für Forstwirtschaft, und dem späteren Bundesrat Wilhelm Hertenstein einen neuen Bewirtschaftungsplan für die Winterthurer Wälder vor, der den Beginn der modernen, auf Ertrag ausgelegten Waldbewirtschaftung mittels Kahlschlägen markierte. Der Bewirtschaftungsplan wurde im August 1862 dann auch den Besuchern der Versammlung des Schweizerischen Forstvereins präsentiert und markierte somit den Beginn der planmässigen Bewirtschaftung des Waldes in der Schweiz. In den 1870er-Jahren kämpfte er erfolglos gegen die Rodung des Vogelsangs, er konnte jedoch den Verkauf des sich im Besitz der Stadt befindenden Kümbergwalds in Turbenthal verhindern.
Immer noch im Amt, verstarb Weinmann am 28. Juni 1888. Auch seiner Arbeit ist zu verdanken, dass 1894 zum Reinertrag des Winterthurer Walds verlautbart wurde, dass dieser sich «schwer seinesgleichen nicht nur in der Schweiz, sondern in Europa finden lässt». An Weinmann erinnert in Winterthur neben einer nach ihm benannten Waldstrasse auch ein ihm gewidmeter Gedenkstein an der Sandgrubenstrasse.